# Милева Симић
Милева Симић (Нови Сад, 15. фебруар 1859 — Нови Сад, 1946) била је српска учитељица, књижевница и преводилац. За рад на пољу педагогије и књижевности, додељен јој је орден Орден краља Александра I степена.

## Биографија
Рођена је 1859. године у Новом Саду, у веома имућној и угледној породици. Милевин отац био је српски академски сликар Павле Симић, а мајка Јелисавета, ћерка новосадског адвоката и градоначелника Григорија Јовшића. Породица Симић се често селила због посла Павлета Симића, који је осликавао иконостасе широм Србије.
Милева се за живота никада није удавала.

## Образовање
Године 1871-72, Симићи су живели у Сомбору, где је Павле Симић радио на иконостасу, на цркви Светог Георгија. По доласку у Сомбор, Милева је са својих 12 година сазнала за учитељску школу, за коју се изузетно заинтересовала, због велике жеље за учењем, коју је имала још од раног детињства. Са посебном дозволом професора и катихете Николе Ђ. Вукићевића и дозволом од Школског савета, Милеви је дозвољено школовање у Српској учитељској школи, иако је са својих 12. година била премлада за упис. Учитељску школу завршила је у року, са одличним успехом.

## Професија
Након завршетка Српске учитељске школе у Сомбору, Милева је са 15. година изабрана за наставницу Више српске девојачке школе у Новом Саду, која се у то време тек отварала. У тој школи је радила тридесет и две године, а једно време је била и и њена управница.
Велики утицај на њен одабир професије и живот имале су Милица Стојадиновић Српкиња, српска књижевница и  познаница њеног оца, као и Дафина Нана Наташовић, Милевина тетка са мајчине стране, у чијој кући је било сречиште српске интелектуалне елите.

## Рад на пољу књижевности
Милева је на пољу књижевности кренула да ради 1876. године. Написала је неколико дела, као што је Књига за народ, у издању Матице Српске, шаљиву игру Ретка срећа, награђену од стране Матице Српске. Поред књижевних радова, док је радила као учитељица, написала је две школске књиге, Кућарство и Педагогија, коју су на основу процене Школског савета сврстане у свим српским и учитељским школама, широм Србије".
Поред тога, Милева се опробала и на пољу дечије књижевности. Поред педагошких књижевних приповедака за децу, издатим у листовима Невен и Споменик, Милева је написала је шест дечијих позоришних комада, а од њих су Другарице (Сомбор), Добровољни прилози (Мостар) и Плаћеник (Нови Сад) објављени, док остали као што су Сиротица и позоришни комад У лажи је плитко дно, остали необјављени.
Поред писања и учитељског посла, бавила се и превођењем дела. За живота превела је неколико дела Море Јокаи, о коме је доста и писала, а и познат је и њен превод књиге Тајни усељеници, 1882. године
Поред приповедака Нада Максим Црнојевић и Привиђење, у листу Јавор објављени су њени текстови о Хајнрих Хајнеу, немачком песнику и о српском сликару Јован Клајићу.
За свој рад на пољу педагогије и књижевности, Милева је награђена Орденом краља Александра I степена. Лист Српкиња из Ирига је 1913. године уврстио Милеву Симић међу прве четири најбољих сарадница књижевних друштава тог доба, а више пута проглашавана је и за узорну учитељицу. Била је почасна чланица Добротоворне задруге Српкиња- Новосаткиња.
Милева је за живота скупила велики број српских народних женских песама из Срема, Баната и Бачке и инсистирала на очувању српског језика.
Током писања, користила је псеудониме Милка и Павловка.

## Старост и смрт
Последње године живота, Милева је провела у родном Новом Саду у свом дому у Грчкошколској улици број 10. Преминула је 1946. године, а сахрањена на Алмашком гробљу.
 Додељена јој је улица у Новом Саду, која носи име Улица Милеве Симић.

## Монографије
- У сликарској радионици
- Књига за народ
- Из мојих божићних успомена
- Сиротица
- У лажи је плитко дно
- Српске народне женске песме
- Другарице - позоришна игра за децу у једном чину (1886)
- Главнија правила о практичном васпитању деце[1]  (1886)
- Полаженик. Позоришна игра за децу у једном чину (1891)
- Кућарство За школу и народ (1892)
- Добротворни прилози (1893)
- Педагогија (1894)
- Ретка срећа - шаљива игра у једном чину (1900)
- Гордана - дечја глума у једном чину (1922)

Током живота била је сарадница великог броја листа и то :  Српкиња (Цетиње), Јавор (Нови Сад), Дубровник (Дубровник), Српска зора (Мостар), Стражилово (Нови Сад), Дело (Београд), Браник (Нови Сад), Слога (Сомбор), Трговачке новине (Нови Сад), Женски свет, Коло (Нови Сад) и календара: Требевић (Сарајево) и многих других.